# Akarotaxis nudiceps
Akarotaxis nudiceps es una especie de pez dragón de la Antártida, endémica del Océano Austral el cual se distribuye a lo largo de la Barrera de hielo Amery. Habita a profundidades de 371 a 915 metros (1.217 a 3.002 pies). Esta especie crece hasta una longitud de 13 centímetros (5,1 pulgadas). Esta especie es el único miembro conocido de su género.